# آل قناب حبيب

تعديل مصدري - تعديل

آل قناب حبيب هي إحدى قرى عزلة  الوضيع بمديرية الوضيع التابعة لمحافظة أبين، بلغ تعداد سكانها 126 نسمة حسب تعداد اليمن لعام 2004.